# جورج فلمنج ديفيس
جورج فلمنج ديفيس (بالإنجليزية: George Fleming Davis)‏ هو ضابط أمريكي، ولد في 23 مارس 1911 في مانيلا (حاضرة) في الفلبين، وتوفي في 6 يناير 1945 في لوزون في الفلبين.